# 6901 Ройбішоп
6901 Ройбішоп (6901 Roybishop) — астероїд головного поясу, відкритий 2 серпня 1989 року.
Тіссеранів параметр щодо Юпітера — 3,795.